# Girl Please
„Girl Please” este un cântec R&B al interpretei americane Blu Cantrell. Piesa a nu a fost lansată nicodată ca disc single, însă a devenit populară în România, obținând locul 7 în Romanian Top 100.

## Clasamente
| Clasament        | Poziția maximă | Referință |
| ---------------- | -------------- | --------- |
| Romanian Top 100 | 7              | [ 1 ]     |